# Organ Pipe Peaks
Die Organ Pipe Peaks (deutsch Orgelpfeifengipfel) sind eine 11 km lange Reihe spitzer Berggipfel in der antarktischen Ross Dependency. Sie liegen als Teil der Gothic Mountains im Königin-Maud-Gebirge unmittelbar nördlich des Mount Harkness und östlich des Scott-Gletschers.
Die geologische Mannschaft um Quin Blackburn (1900–1981) entdeckte die Formation im Dezember 1934 bei der zweiten Antarktisexpedition (1933–1935) des US-amerikanischen Polarforschers Richard Evelyn Byrd und gab ihr aufgrund der Ähnlichkeit zur Anordnung von Pfeifen in einer Kirchenorgel den deskriptiven Namen.